# Calicnemia imitans
Calicnemia imitans – gatunek ważki z rodziny pióronogowatych (Platycnemididae). Występuje w południowo-wschodniej Azji – stwierdzony w Mjanmie, Tajlandii, Laosie, Wietnamie oraz w północno-wschodnich Indiach.